# Прудницкое княжество
Прудницкое кня́жество или герцогство Прудник (пол. Księstwo Prudnickie, чеш. Prudnícké knížectví, нем. Herzogtum Prudnik) — одно из средневековых силезских княжеств со столицей в городе Прудник.

## История
Прудницкое княжество было отделено от Чешского королевства в 1318 году для князя Микулаша II Опавского. Он правил княжеством до 1337 года, когда был вынужден уступить Прудник Болеславу Старшему Немодлинскому. Прудницкое княжество вернулось под властью Микулаша II спустя почти четверть века, в 1361 году, благодаря его браку Юттой Опольской, дочерью Болеслава.
Микулаш II правил Прудником до 1365 года, после чего чешский король Карл Люксембургский в награду за верную службу передал Прудницкое княжество сыну Болеслава Старшего князю Болеславу II Немодлинскому, которому через два года наследовал его младший брат Генрих I Немодлинский. 
После смерти Генриха I в 1382 году Немодлин и Прудник были разделены. Прудницкое княжество вместе с городом Глогувек достались князю Владиславу Опольчику, который в 1388 году передал его своему зятю князю Генриху VIII Глогувскому. Дочь Владислава Опольчика Катарина получила Прудницкое княжество в 1397 году по завещанию мужа в качестве вдовьего удела.
Катарина Опольская умерла в 1420 году и Прудницкое княжество отошло к князю Бернарду Немодлинскому. Четыре года спустя, в 1424 году, умерла вдова Владислава Опольчика Евфимия Мазовецкая, владевшая на правах вдовьего удела городом Глогувек. Ее наследниками стали Бернард Немодлинский и его брат Болеслав IV Опольский. В том же году братья договорились объединить Прудник и Глогувек в самостоятельное Глогувецко-Прудницкое княжество и передать его старшему сыну Болеслава IV Болеславу V Гусита.  .
Бездетный князь Болеслав V Гусита скончался в 1460 году, после чего Глогувецко-Прудницкое княжество вошло в состав Опольского княжества.

## Князья Прудника
| #                                                                      | Портрет                                                                | Имя (годы жизни)                                                           | Родители                                                               | Годы правления       | Примечания |
| ---------------------------------------------------------------------- | ---------------------------------------------------------------------- | -------------------------------------------------------------------------- | ---------------------------------------------------------------------- | -------------------- | --- |
| 1                                                                      |                                                                        | Микулаш II Опавский (1288 — 8 декабря 1365)                                | Микулаш I Опавский Адельгейда Габсбург                                 | 1318―1337, 1361―1365 | князь Опавский (с 1318 по 1337 год), князь Ратиборско-опавский (с 1337 по 1365 год) |
| 2                                                                      |                                                                        | Болеслав Немодлинский (ок.1293 — 1362/1365)                                | Болеслав I Опольский Агнесса                                           | 1337―1361            | князь Немодлинский (с 1313 по 1362/1365 год) |
| 3                                                                      |                                                                        | Болеслав II Немодлинский (1326/1335 — 1367/1368)                           | Болеслав Немодлинский Евфимия Вроцлавская                              | 1365―1367/1368       | князь Немодлинский (с 1362/1365 по 1367/1368 год) |
| 4                                                                      |                                                                        | Вацлав Немодлинский (ок.1345 — июнь 1369)                                  | Болеслав Немодлинский Евфимия Вроцлавская                              | 1365―1369            | князь Немодлинский (с 1362/1365 по 1369 год) |
| 5                                                                      |                                                                        | Генрих I Немодлинский (ок.1345 — 14 сентября 1382)                         | Болеслав Немодлинский Евфимия Вроцлавская                              | 1365―1382            | князь Немодлинский (с 1362/1365 по 1382 год) |
| 6                                                                      |                                                                        | Владислав Опольчик (1326/1332 — 18 мая 1401)                               | Болеслав II Опольский Елизавета Свидницкая                             | 1383―1388            | князь Опольский (с 1356 по 1401 год), князь Велюнский (с 1370 по 1391 год), князь Иновроцлавский (с 1378 по 1392 год), князь Крновский (с 1384 по 1390 год)                                                    |
| 7                                                                      |                                                                        | Генрих VIII Младший (1357/1363 — 14 марта 1397)                            | Генрих V Железный Анна Мазовецкая                                      | 1388―1397            | князь Жаганьский (с 1369 по 1378 и с 1395 по 1397 год), князь Сцинавский (с 1369 по 1378 и с 1395 по 1397 год), князь Глогувский (с 1369 по 1378 и с 1395 по 1397 год), князь Кожухувский (с 1378 по 1395 год) |
| 8                                                                      |                                                                        | Катарина Опольская (23 марта 1367 — 6 июня 1420) (жена князя Генриха VIII) | Владислав Опольчик Евфимия Мазовецкая                                  | 1397―1420            | вдовий удел |
| 9                                                                      |                                                                        | Бернард Немодлинский (1374/1378 — 2/4 апреля 1455)                         | Болеслав III Опольский Анна                                            | 1420―1424            | князь Немодлинский (с 1382 по 1450 год), князь Стшелецкий (с 1382 по 1450 год), князь Опольский (с 1396 по 1400 год)                                                                                           |
| Объединено с городом Глогувек в единое Глогувецко-Прудницкое княжество | Объединено с городом Глогувек в единое Глогувецко-Прудницкое княжество | Объединено с городом Глогувек в единое Глогувецко-Прудницкое княжество     | Объединено с городом Глогувек в единое Глогувецко-Прудницкое княжество | 1424                 | |